# Saint-Pierre-de-Chandieu
Saint-Pierre-de-Chandieu este o comună în departamentul Rhône din sud-estul Franței. În 2009 avea o populație de 4.512 de locuitori.

## Evoluția populației
| An        | 1975  | 1982  | 1990  | 1999  | 2006  | 2009  |
| --------- | ----- | ----- | ----- | ----- | ----- | ----- |
| Populație | 2.314 | 2.658 | 3.523 | 4.133 | 4.345 | 4.512 |